# Sarakhs
Sarakhs (in persiano سرخس‎) è il capoluogo dello shahrestān di Sarakhs, circoscrizione Centrale, nella provincia del Razavi Khorasan in Iran. Aveva, nel 2006, una popolazione di 33.571 abitanti. Si trova al limite orientale della provincia, proprio al confine con il Turkmenistan.

## Storia

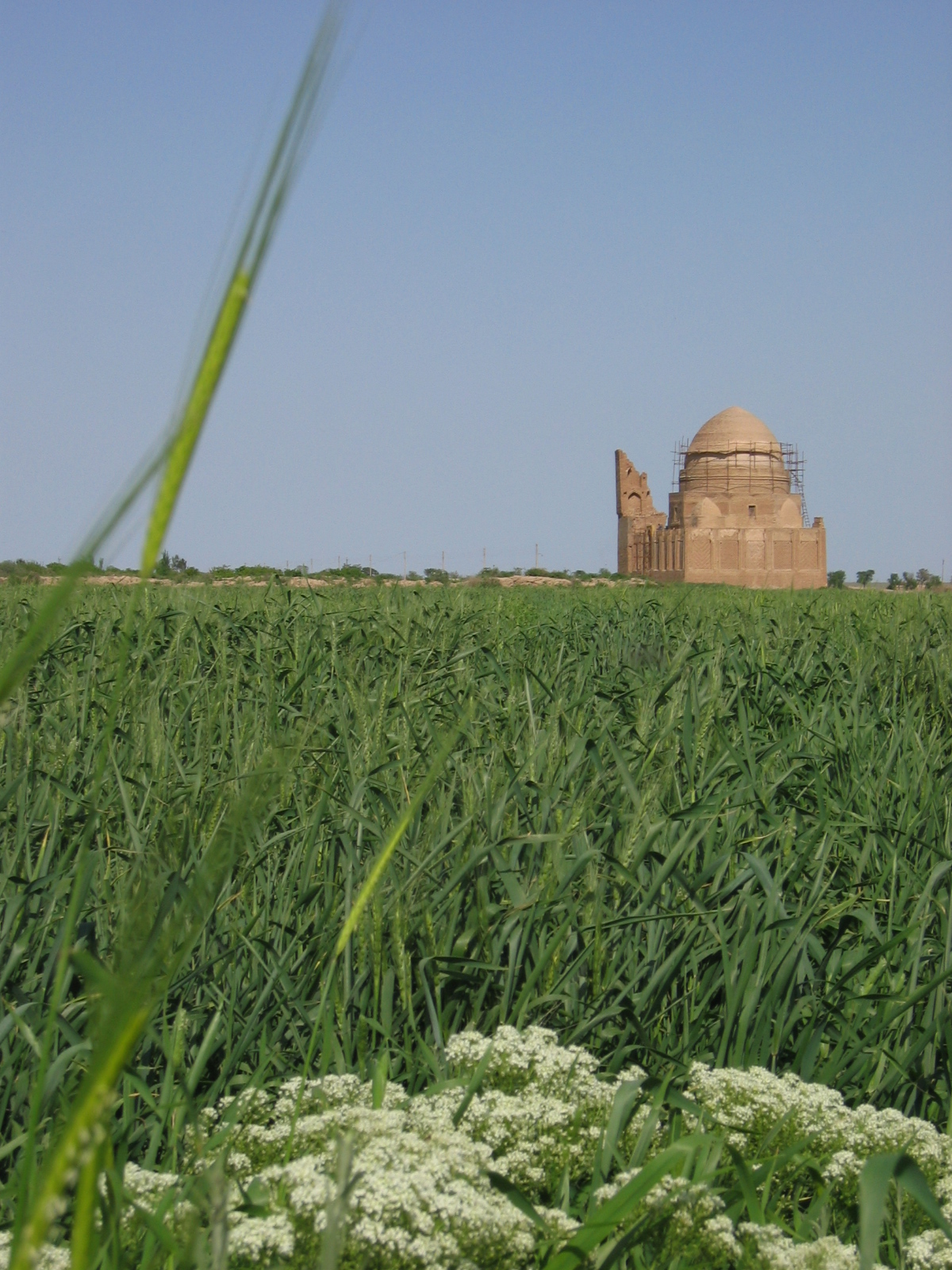
La tomba di Loqman Baba (Sheikh Sarakhsi)

Sarakhs era un punto di sosta sulla "via della seta" e ai tempi del suo fulgore possedeva molte biblioteche e una famosa scuola di architettura. Gran parte della città originaria si trova ora oltre il confine, in territorio turkmeno, in quella che è la città di Sarahs, in provincia di Ahal.
Secondo il poema Shahnameh di Ferdowsi la città esiste fin dai tempi di Afrasiab. Gli storici turkmeni ritengono che sia stata fondata 2500 anni fa. I Mongoli la saccheggiarono e distrussero nel 1220 e fu ricostruita nella metà del XIX secolo dallo shah Nasser al-Din della dinastia Qajar. La risorta città prese così il nome di Sarakhs-e Nasseri (ossia: la Sarakhs di Nasser).